# Andreas Graf (Literaturwissenschaftler)
Andreas Graf (* 19. April 1958 in Köln) ist ein deutscher Literaturwissenschaftler, Publizist und Lyriker.

## Leben
Andreas Graf wuchs im Kölner Vorort Sürth auf. Am Humboldt-Gymnasium in Köln machte er 1977 das Abitur. Danach arbeitete er sieben Monate im Kibbutz Ha'Ogen nahe Netanya als Orangenpflücker. Er studierte an der Universität zu Köln Germanistik, Geschichte und Philosophie. Seine Hochschullehrer waren u. a. Volker Neuhaus, Joachim Bumke, Dietz Bering, Otto Dann, Karl Otto Conrady, Otto Brunn, Friedrich-Wilhelm Henning, Ulrich Wienbruch und Günter Schulte.
Graf beendete 1985 das Studium mit dem Magister (M.A.) und promovierte 1989 mit einer Arbeit über den Romanschriftsteller und Amerikareisenden Balduin Möllhausen zum Dr. phil. Im Jahr 2004 legte er das 2. Staatsexamen ab und habilitierte über Populäre Medien 1790 bis 1914.
Von 2005 bis 2024 war er Lehrer an einem Kölner Gymnasium für Deutsch, Geschichte, Medienkunde und Kreatives Schreiben.
Er ist verheiratet und hat vier Kinder.

## Wissenschaftliche Arbeit
Andreas Graf war Wissenschaftlicher Mitarbeiter am Forschungsprojekt CID (Computergestützte Interpretation von Detektivromanen), Lehrbeauftragter an den Universitäten Köln und Koblenz-Landau. Am Institut für Germanistik der TU Dresden schuf er die Datenbank Halef zur historischen Abenteuerliteratur, außerdem verfolgte er das freie Forschungsprojekt „Kalender als Massenmedium“, u. a. durch Aufbau einer Sammlung von Volks- und Schreibkalendern des Zeitraums 1580–2020 und war von 1999 bis 2004 wissenschaftlicher Mitarbeiter der Arbeitsstelle für Leseforschung und Kinder- und Jugendmedien (ALEKI) in Köln.
Graf veröffentlichte Beiträge in Fachzeitschriften zu den Themen Abenteuer-, Unterhaltungs- und Frauenliteratur, Literarisches Leben, Erzählforschung, Kinder- und Jugendliteratur, Buchhandels- und Sozialgeschichte, Westernfilm, Populäre Medien (z. B. Kalender) u. a. beeinflusst von dem Volkskundler Rudolf Schenda, als dessen Schüler er sich versteht. 
Andreas Graf war auch als Lektor, Herausgeber, Journalist und Übersetzer tätig: als Lektor v. a. für den Verlag Kiepenheuer & Witsch, als Herausgeber für die Verlage dtv, Bastei, Reclam und Hansa, als Journalist u. a. für WDR, Deutschlandfunk, Bayerischer Rundfunk, die Zeitschriften Musikexpress, Prinz, Tip sowie die Süddeutsche Zeitung und das Deutsche Allgemeine Sonntagsblatt. Für die Kölner Illustrierte (heute: Kölner) verfasste er von 1987 bis 1989 die monatliche Kritikkolumne Literaturblick. 1990 übersetzte er für den DuMont-Verlag den Kriminalroman Tod im Hexenwinkel von John Dickson Carr.
1993 entwickelte er Idee und Konzeption des von Heinz Rölleke herausgegebenen Das Volksliederbuch, das eine Auflage von über einer halben Million Exemplaren erreichte. 2002 initiierte er den Bildband Inside Houses des Fotografen Martin Rosswog. 
Für die Bundeszentrale für politische Bildung betreute er von 1994 bis 1998 die Schriftenreihe Medienberatung zum DEFA-Film. Zuvor war er bei der BpB bereits für Konzept und Redaktion des Länderberichts Großbritannien verantwortlich. Im Deutschlandfunk betreute er von 1994 bis 1999 die Nachrichtenredaktion der Sendung Computer & Kommunikation.
Für den Verlag Kiepenheuer & Witsch lektorierte er 22 teils von ihm initiierte Sachbuchproduktionen, darunter Bücher von, mit und über Rosa von Praunheim, Rio Reiser, Michel Friedman, Die Toten Hosen, Die Fantastischen Vier, Klaus der Geiger, Wolfgang Petersen, Heinrich Breloer, Franz-Josef Antwerpes und Konrad Beikircher.
Für den Ablit Verlag gab er eine Reihe mit Erzählungen von Balduin Möllhausen heraus. Reprinte der Werke Möllhausens hat er im Olms Verlag betreut. An der Ifs (Internationale Filmschule) Köln war er, zusammen mit Jochen Langer, 2003/04 als Dozent für Literarisches Erzählen tätig.

## Lyrik
1982 veröffentlichte Graf als ersten Gedichtband Männlich & Winterfest, begleitet von der Plakatgedicht-Aktion Wand gegen die Wa/ende (gemeinsam mit Jochen Langer) am Chlodwigplatz in Köln: Auf einer gemieteten Werbeplakatwand wurde täglich ein neues Gedicht veröffentlicht, rasch versammelte sich zur abendlichen Gedichtveröffentlichung eine interessierte Menschenmenge. Ähnliche Plakatgedichtaktionen gab es später in Siegburg, Erlangen u. a. Schlüsselszenen dieser Aktion finden sich in Jochen Langers erstem Roman Patrizia sagt (1989).
Grafs Gedichte waren anfangs vorwiegend zeitkritische, „engagierte Lyrik“, oft inspiriert vom eigenen politischen Engagement, u. a. der Beteiligung an den Aktivitäten des psychiatrischen Beschwerdezentrums des SSK Köln, der Besetzung der Kölner Stollwerck-Fabrik 1980 und Aktivitäten der Friedensbewegung 1982/83, bei Anti-AKW-Demonstrationen wie in Brokdorf oder der studentischen Spontigruppe „Nationale Katastrophe“, für die er zahlreiche satirische Flugblätter mitverfasste und mit der er einige Jahre dem Kölner Studentenparlament angehörte.
Geprägt wurde seine Identität als Lyriker u. a. in den Schreibseminaren von Walter Hinck, durch persönliche Begegnungen mit Autoren wie Hans Wollschläger, Jochen Langer, Andreas Nohl, Roland Koch, Bettina Hesse, Thomas Kling, Rolf Persch, sowie der Kölner Kunst- und Musikszene, wie sie sich z. B. in der Szenekneipe Out traf.
Später wurden seine Gedichte zunehmend form- und sprachbewusster, es entstanden zahlreiche Sonette, bis hin zu sprachspielerischen Experimenten wie Lautgedichte (u. a. univokalische Gedichte), konkreter Poesie. Graf nimmt für sich die Erfindung eigener Lyrikformen in Anspruch, u. a. Vokalogramm und Morphogramm.

## Mitgliedschaften
Graf ist Mitglied im Verband Deutscher Schriftsteller und im PEN Berlin. und seit 1972 Mitglied der wissenschaftlichen Karl-May-Gesellschaft.

## Werke

### Lyrik
- männlich & winterfest. Über:Leben in der Stadt. Gedichte, Fotos Elmar Schmitt, Grafiken Jochen Bauer. Köln 1982, ISBN 3-88735-100-2.
- „ballaballa“ WM-Sonette. Carl-Walter, Hamburg,  2013.
- Meer und Mär und Mehr. Maritime Gedichte. Poseidon-Presse 2013, ISBN 978-3-7322-3526-1.
- singen Brückenlieder. Gedichte, mit Tuschezeichnungen von Annika Leese, 3-R-Verlag. Muffendorf 2016, ISBN 978-3-7412-5040-8.
- in zwischen hin. Gedichte, mit Bildern von Dirk Balke, 4-L-Verlag. Gräfrath 2022, ISBN 978-3-7568-1507-4.

Grafs Gedichte sind seit 1982 in Anthologien, in literarischen Zeitschriften und in Feuilletons überregionaler Zeitungen veröffentlicht worden.

### Monographien
- Der Tod der Wölfe. Das abenteuerliche und das bürgerliche Leben des Romanschriftstellers und Amerikareisenden Balduin Möllhausen (1825–1905). Duncker & Humblot, Berlin 1991, ISBN 3-428-07173-5
- Abenteuer und Geheimnis. Die Romane Balduin Möllhausens. Rombach, Freiburg 1993, ISBN 3-7930-9078-7
- Hedwig Courths-Mahler. Biographie. dtv, München, 2000, ISBN 978-3-423-31035-2
- Mord am Münsterplatz. Ein Bodensee-Krimi. Oertel + Spörer, Reutlingen 2016, ISBN 978-3-88627-766-7.

### Aufsätze (Auswahl)
- „... wenn mir das Leben durch die Geschworne nicht abgesprochen werden sollte...“ Christian Sommer – Radikaler und Demokrat im Köln der Franzosenzeit. In: Geschichte in Köln, Nr. 11/1982, S. 68–120.
- Fontane, Möllhausen und Friedrich Karl in Dreilinden. Zu Entstehungshintergrund und Struktur des Romans „Quitt“. In: Fontane-Blätter. Nr. 51 (1991) S. 156–175.
- Literarisierung und Kolportageroman. Überlegungen zu Publikum und Kommunikationsstrategie eines Massenmediums. In: Hören Sagen Lesen Lernen. Bausteine zu einer Geschichte der kommunikativen Kultur. Festschrift für Rudolf Schenda zum 65. Geburtstag. Hrsg. v. Ursula Brunold-Bigler und Hermann Bausinger. P.Lang, Frankfurt, New York 1995, S. 277–291. (online (Memento vom 8. Februar 2020 im Internet Archive)).
- Hermann Schönleins „Illustriertes Unterhaltungs-Blatt“; und Karl Mays „Dukatenhof“. Zur Verbreitung populärer Literatur im letzten Drittel des 19. Jahrhunderts. In: Buchhandelsgeschichte. 3/1995, B 100-B 107 (11 Abb.) (online (Memento vom 9. Februar 2020 im Internet Archive)).
- Lektüre und Onanie. Das Beispiel des jungen Karl May, sein Aufenthalt auf dem Seminar in Plauen (1860/61) – und die Früchte der Phantasie. In: Jahrbuch der Karl-May-Gesellschaft 1998, S. 84–151. (online.)
- Beziehungskisten. Rolle und Anfänge der Literaturagenturen in Deutschland. In: Börsenblatt für den deutschen Buchhandel v. 22./23. März 2001, S. 29–36.
- „Ehrliche Makler“ oder „Ausbeuter der Schriftstellerwelt“? Die Anfänge der Literaturagenturen in Deutschland. In: Ernst Fischer (Hrsg.) Literarische Agenturen – die heimlichen Herrscher im Literaturbetrieb? Harrassowitz, Wiesbaden 2001, S. 85–99.
- Familien- und Unterhaltungszeitschriften der Kaiserzeit. In: Geschichte des Deutschen Buchhandels im 19. und 20. Jahrhundert. Das Kaiserreich 1870–1918. Band 1, Teil 2. Hg. v. Georg Jäger im Auftrag der Historischen Kommission. MVB Buchhandels GmbH, Frankfurt 2003, S. 409–447 u. 460–522. (Verbesserte und erweiterte Version online (Memento vom 22. Juni 2020 im Internet Archive))
- Kolportage bei Münchmeyer und anderswo. Dresden und Berlin als Produktionszentren von ‚Volksromanen‘ 1850–1930, Teil 1, in: Mitteilungen der Karl-May-Gesellschaft Nr. 149 (September 2006), S. 3–18 (online). Teil 2 in: Mitteilungen der Karl-May-Gesellschaft Nr. 150 (Dezember 2006), S. 8–23. (online).
- Alltags- und Umweltgeschichten für Jugend und Volk‘. In: Handbuch zur Kinder- und Jugendliteratur. [Band 5] Von 1850 bis 1900. Metzler, Stuttgart 2008, Sp. 371–434.
- Kalender [für Kinder und Jugendliche]. In: Handbuch zur Kinder- und Jugendliteratur. [Band 5] Von 1850 bis 1900. Metzler, Stuttgart 2008, Sp. 60–974.
- Zweieinhalb Jahrhunderte Produktion populärer Schriften: Die [Kalender-]Verlage Trowitzsch & Sohn in Frankfurt/Oder und Berlin (1711–1952). In: Leipziger Jahrbuch für Buchgeschichte. Band 19 (2010), S. 9–41.
- Ikonen: Menschlich, analytisch, politisch. Über die Bilder von Gaby Kutz. In: Ars Politika, Gaby Kutz. Ausstellungskatalog, hg. Stadtmuseum Siegburg 2019, S. 4–7.

### Herausgeberschaft
- Mit Christel Steinmetz: Medienhandbuch Köln; Die audiovisuellen Medien. Köln 1992.
- „Von einer monatelangen Reise zurückkehrend“. Neue Fragmente aus dem Briefwechsel Karl Mays mit Joseph Kürschner und Wilhelm Spemann (1882–1897). In: Jahrbuch der Karl-May-Gesellschaft. 1992, S. 109–161.[2]
- Geschichten aus dem Wilden Westen. dtv Klassik, München 1995, ISBN 3-423-02364-3.
- Wilhelm Raabe: Die schwarze Galeere: geschichtliche Erzählung. (= Reclams Universal-Bibliothek. Nr. 8484). Anm. und Nachwort von Andreas Graf. Stuttgart 1995, ISBN 3-15-008484-9.
- „Ich bin dagegen, dass wir Frauen uns demonstrativ von den Männern trennen.“ Der Briefwechsel zwischen E. Werner (d.i. Elisabeth Bürstenbinder) und Joseph Kürschner 1881–1889. In: Archiv für Geschichte des Buchwesens. Band 47 (1997), S. 227–247.
- Friedrich Gerstäcker: Der Walfischfänger und andere Seegeschichten. Husum 2000, ISBN 3-88042-857-3.
- Konrad Beikircher: Et kütt wie’t kütt. Das rheinische Grundgesetz. Mit einem Vorwort von Johannes Rau. Kiepenheuer & Witsch, Köln 2001, ISBN 3-462-03516-9.
- Martin Rosswog: Inside Houses. Rural Living in Europe. Köln 2002.
- Balduin Möllhausen: Gesammelte Erzählungen. 8 Bände ABLIT, München 2006.

## Rezeption
„Graf […] bewegt sich nahe der Natur, ohne in reine Naturschwärmerei zu verfallen; denn just die Stadtgeräusche singen jene Brückenlieder. […] Von der Endreimfülle dieser häufig in Sonettform    verfassten Gedichte fühlt sich der Leser [zwar] mitunter überflutet. […] Aber es gibt auch verführerisch mitziehende Reimgeländer. Das Schlussgedicht „Gardasee“ in diesem mit Tuschezeichnungen von Annika Leese verfeinerten Band wiederum gefällt gerade, weil es sein Thema Seele und Schönheit nur leicht angereimt zur Sprache bringt.“

## Auszeichnungen
- 1998 Förderpreis der Karl-May-Stiftung
- 2012 Sieger im Poetry-Slam der Stadtbücherei Rodenkirchen
- 2023 Sieger im Landschreiber-Wettbewerb, Jever[3]